# Iván Mieses
Iván Marino Mieses Campillo (Santo Domingo, 11 febbraio 1960) è un ex cestista dominicano.

## Carriera
Con la Rep. Dominicana ha disputato i Campionati del mondo del 1978 e i Giochi panamericani di San Juan 1979.